# Парк Хил (Оклахома)
Парк Хил (енгл. Park Hill) насељено је место без административног статуса у америчкој савезној држави Оклахома.

## Демографија
По попису из 2010. године број становника је 3.909, што је 27 (-0,7%) становника мање него 2000. године.
| Група             | 2000.         | 2010.         |
| Белци             | 1.696 (43,1%) | 1.652 (42,3%) |
| Афроамериканци    | 30 (0,8%)     | 52 (1,3%)     |
| Азијати           | 3 (0,1%)      | 2 (0,1%)      |
| Хиспаноамериканци | 190 (4,8%)    | 270 (6,9%)    |
| Укупно            | 3.936         | 3.909         |